# Clay County (Jižní Dakota)
Clay County je okres ve státě Jižní Dakota v USA. V roce 2016 zde odhadem žilo 14 086 obyvatel. Sídelním městem je Vermillion. Na jihu sousedí se státem Nebraska.

## Historie
Okres se začal formovat už v roce 1859, kdy bylo území zpřístupněno pro legální obsazování. Formální vznik okresu je datovaný do roku 1862. Jméno získal podle amerického ministra zahraničních věcí Henryho Claye.

## Sousední okresy
| Růžice kompasu |                | Turner County              | Lincoln County | Růžice kompasu |
| Růžice kompasu | Yankton County | Sever                      | Union County   | Růžice kompasu |
| Růžice kompasu | Yankton County | Clay County (Jižní Dakota) | Union County   | Růžice kompasu |
| Růžice kompasu | Yankton County | Jih                        | Union County   | Růžice kompasu |
| Růžice kompasu | Cedar County   |                            | Dixon County   | Růžice kompasu |